# John Junior Igbarumah
John Junior Igbarumah, född 13 februari 1992, är en nigeriansk fotbollsspelare som spelar för Uzbekistanska FC Sogdiana. Han har tidigare också representerat bland annat IK Sirius, Dalkurd FF och Sandvikens IF i Allsvenskan och Superettan.